# Kunerad

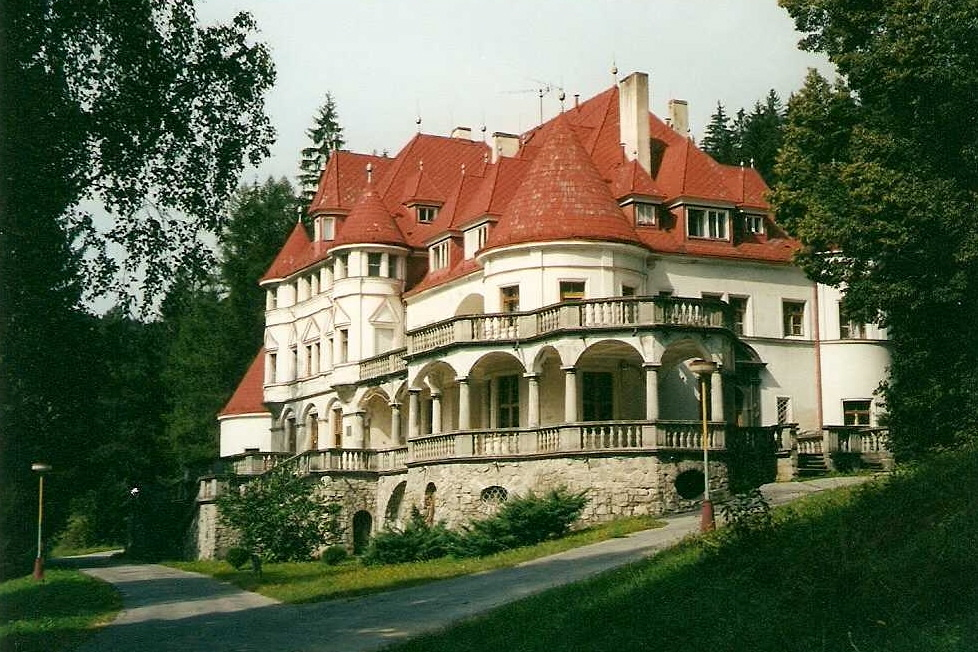
Kunerad

Kunerad (Hongaars: Kenyered) is een Slowaakse gemeente in de regio Žilina, en maakt deel uit van het district Žilina.
Kunerad telt 983 inwoners.